# Miyagi Yotoku

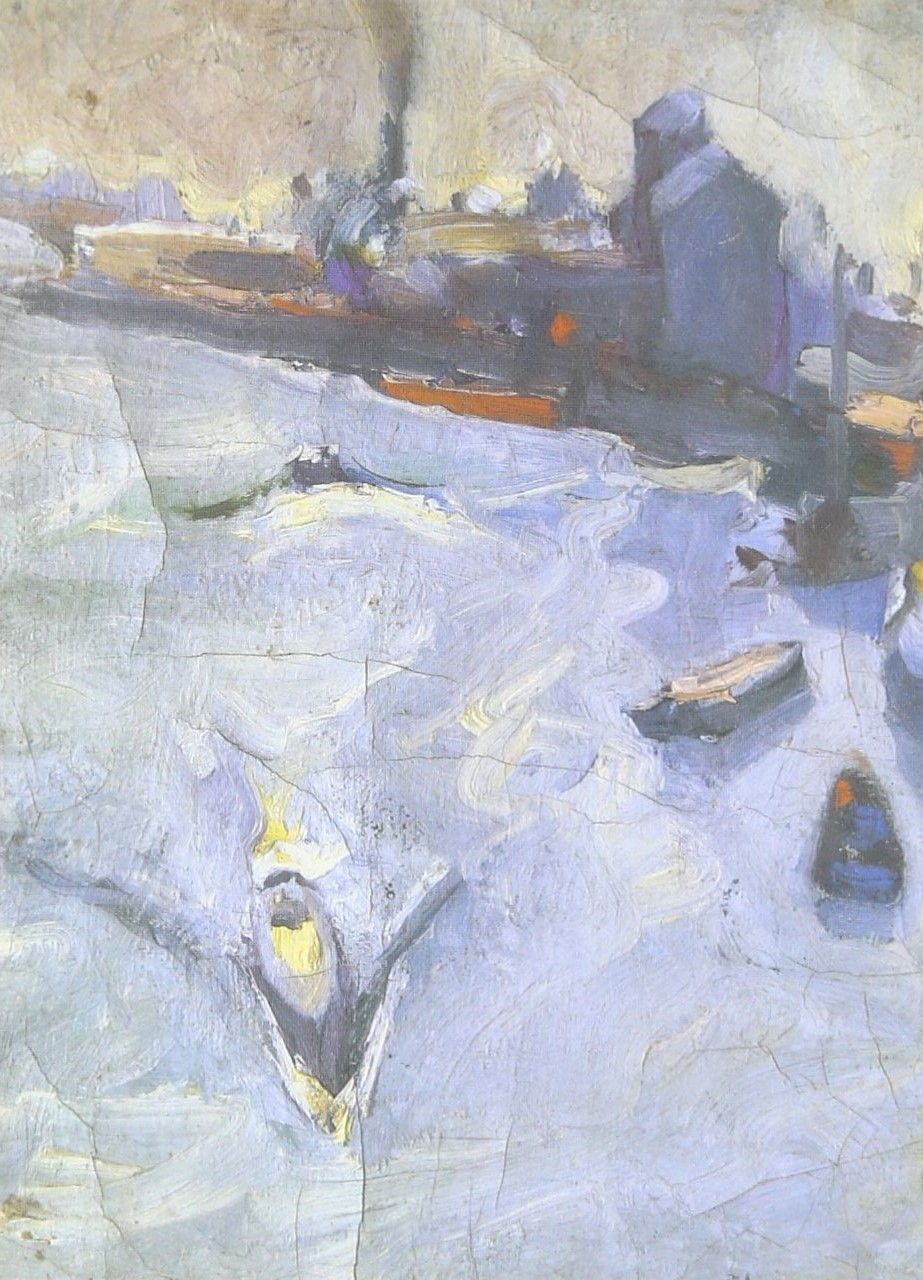
Alaska, um 1930

Miyagi Yotoku (japanisch 宮城 與德; geboren 10. Februar 1903 in Nago (Präfektur Okinawa); gestorben 2. August 1943) war ein japanischer Maler und Kommunist, der in den Spionagefall um Richard Sorge in Tokio verwickelt war.

## Leben und Wirken
Miyagi Yotoku wurde in auf Okinawa geboren. Mit 16 Jahren ging er in die USA, um dort auf der Farm seines Vaters zu arbeiten. Er entschloss sich dann, Maler zu werden, und begann ein Studium an der „San Diego Art School“, das er 1925 abschloss. 1926 eröffnete er in Los Angeles ein Restaurant und kam mit den Problemen der Arbeiterschaft in Berührung. Er wurde daraufhin sehr aktiv in einer japanischen sozialistischen Gruppe und wurde Mitglied der „Workers Party of America“, der legalen Ersatzorganisation der illegal arbeitenden Kommunistischen Partei der USA (CPUSA).
1933 kehrte Miyagi als Komintern-Agent nach Japan zurück und begann, zusammen mit Kitabayshi Tomo (北林 トモ; 1886–1945), Kutsumi Fusako (九津見 房子; 1890–1980) und anderen Information für Sorge zu sammeln. 1941 wurde er zusammen mit Sorge und weiteren Mitgliedern der Gruppe verhaftet. Miyagi starb im Sugamo-Gefängnis in Tokio an Tuberkulose, bevor sein Fall verhandelt werden konnte.
Als Bilder sind neben „Alaska“ überliefert: „Rinkan“ (林間) – „Im Wald“, Nikkō-zō (月光像) – „Bildnis der heiligen Nikkō“.